# El Cedro (Herrera)
El Cedro es un corregimiento del distrito de Los Pozos en la provincia de Herrera, República de Panamá. La población tiene 503 habitantes (2010).